# Sintaxina-6
La sintaxina-6 (STX6) és una proteïna de membrana que es troba a la cara trans de l'aparell de Golgi (TGN, de l'anglès trans Golgi network) i als endosomes. Participa en el transport de proteïnes entre el TGN i el sistema endosomal. És una proteïna requerida pel procés de sorting, que té lloc als endosomes primerencs (early endosomes), on es decideix el destí de la proteïna transportada (retorn al TGN o bé direcció cap als lisosomes). Una de les característiques més importants de la STX6 és la capacitat d'unió al colesterol.
La sintaxina-6 duu a terme funcions especifiques en diferents tipus de cèl·lules, la qual cosa indica que es tracta d'una proteïna SNARE essencial tant per mantenir l'homeòstasi de les cèl·lules com per regular les necessitats cel·lulars.

## Proteïnes SNARE

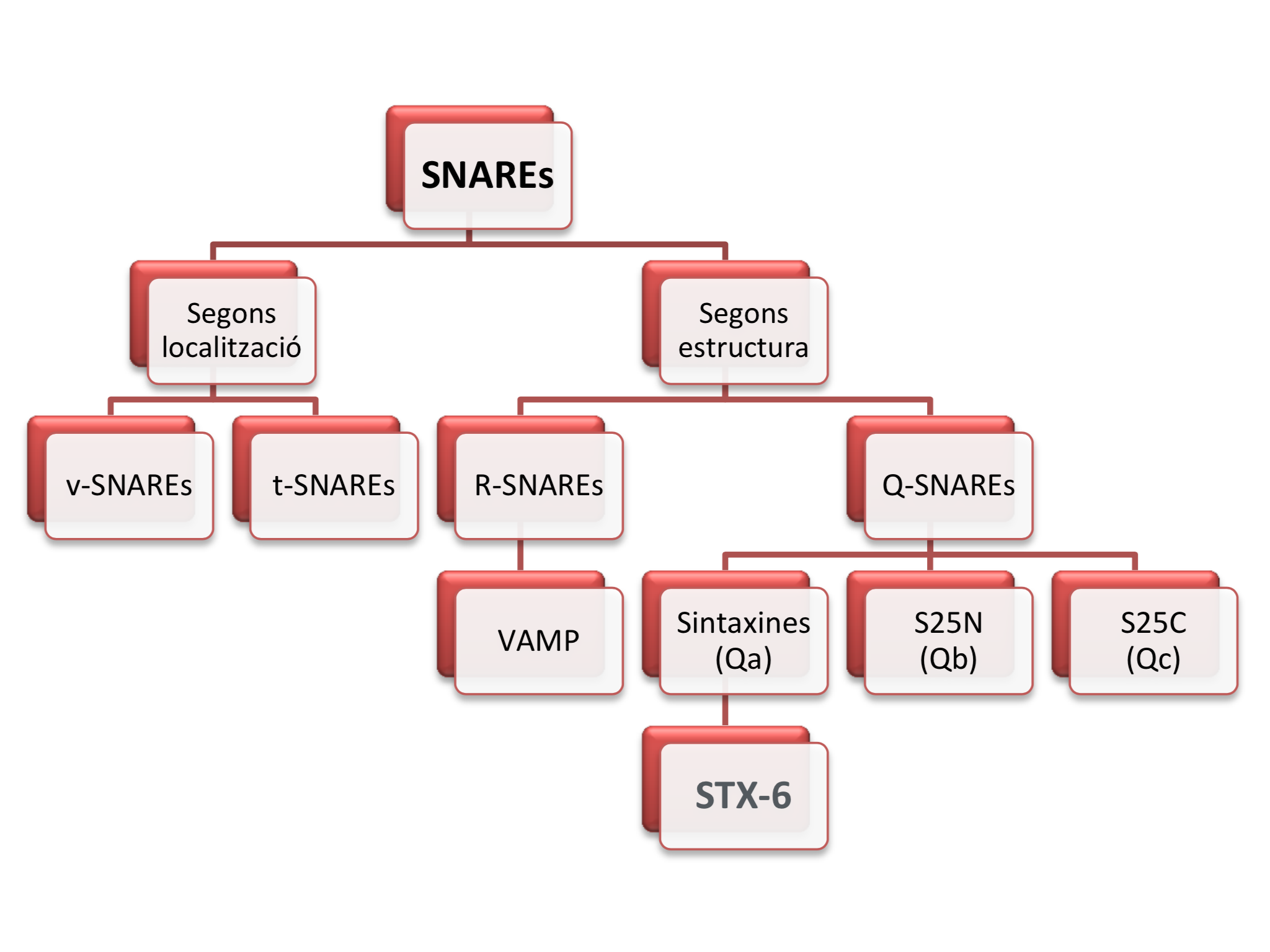
Classificació dels SNAREs

Les proteïnes SNARE participen en el transport vesicular entre els compartiments intracel·lulars, i també fora de la cèl·lula (transport extracel·lular).
Hi ha diverses classificacions dels SNARE. Primer es van classificar segons la localització en t-SNARE, en membranes diana, i v-SNARE, en vesícules.
S'utilitza més la classificació estructural en Q-SNARE (amb un residu de glutamina, Q) i en R-SNARE (amb un residu d'arginina, R), que a la vegada se subclassifiquen en quatre subfamílies: la subfamília de les sintaxines (Qa), entre elles la sintaxina-6, i les subfamílies S25N (Qb), S25C (Qc) i VAMP (R).

## Estructura

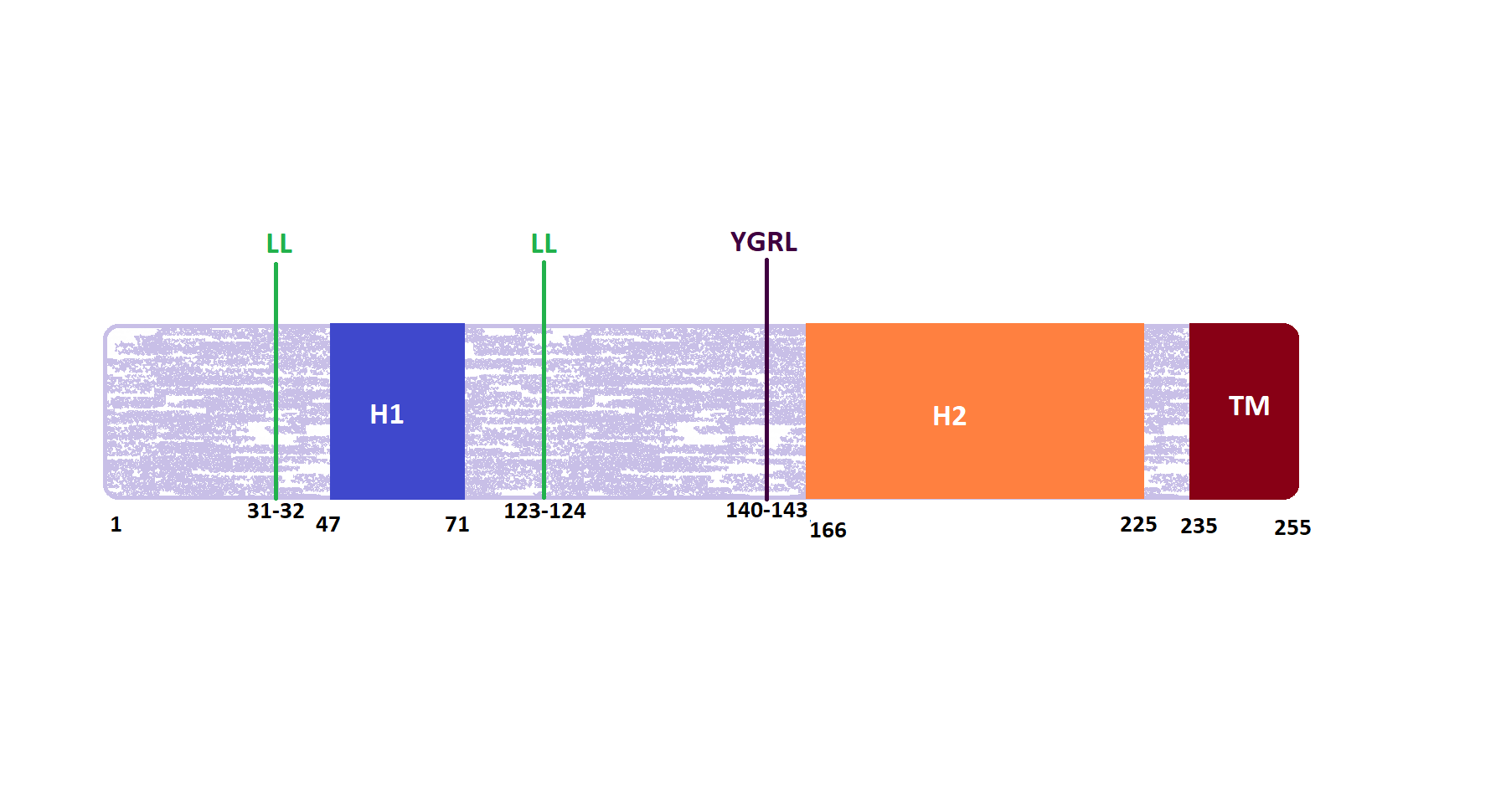
Estructura de la sintaxina-6

La sintaxina-6 és una proteïna composta per 255 aminoàcids. Els aminoàcids del domini C-Terminal són hidrofòbics i estan ancorats a la membrana, per tant es tracta d'una proteïna transmembrana. Aquesta proteïna té dues regions, els dominis H1 i H2, els quals formen dominis super enrotllats (estructura coiled-coil) i són els que controlen les interaccions amb d'altres proteïnes.
El domini H1 està format pels aminoàcids 47 fins al 71 i el H2 pels aminoàcids 166 fins al 225. Aquest últim també és conegut per ser el domini SNARE. Aquest domini és el responsable de la unions amb les SNARE i també és una senyal de retenció per a la localització del trans Golgi.
D'altra banda, el domini H1 té un paper important en les unions amb les alfa SNAP, però tot i així encara no s'ha pogut determinar la funció exacte d'aquest domini.
En el domini citoplasmàtic d'aquesta proteïna hi ha dos motius de di-leucina posicionats entre l'aminoàcid 31 i el 32 i entre el 123 i el 124. A més, també hi ha un motiu tirosina a la posició 140-143 entre el N-terminal i el domini SNARE, que regula el transport retrògrad de la sintaxina-6 des de la membrana plasmàtica fins al TGN.

## Classificació
La sintaxina-6 fou classificada dins la família de les sintaxines o Qa-SNARE a causa de la gran similitud en l'estructura primària (seqüència d'aminoàcids) i al C-terminal. Tot i que presenta certes diferències respecte a les altres sintaxines, com per exemple, que és 50 aminoàcids més curta, la seva topologia és característica d'aquest grup.
La sintaxina-6 forma part d'un complex SNARE, el qual està compost per quatre proteïnes: STX6, STX16, Vtila i VAMP4.

## Gen de la sintaxina-6
La sintaxina-6 és una proteïna que prové de la transcripció del gen humà STX-6, localitzat a la sub-banda 3 de la banda 5 de la regió 2 del braç llarg del cromosoma 1 (1q25.3).

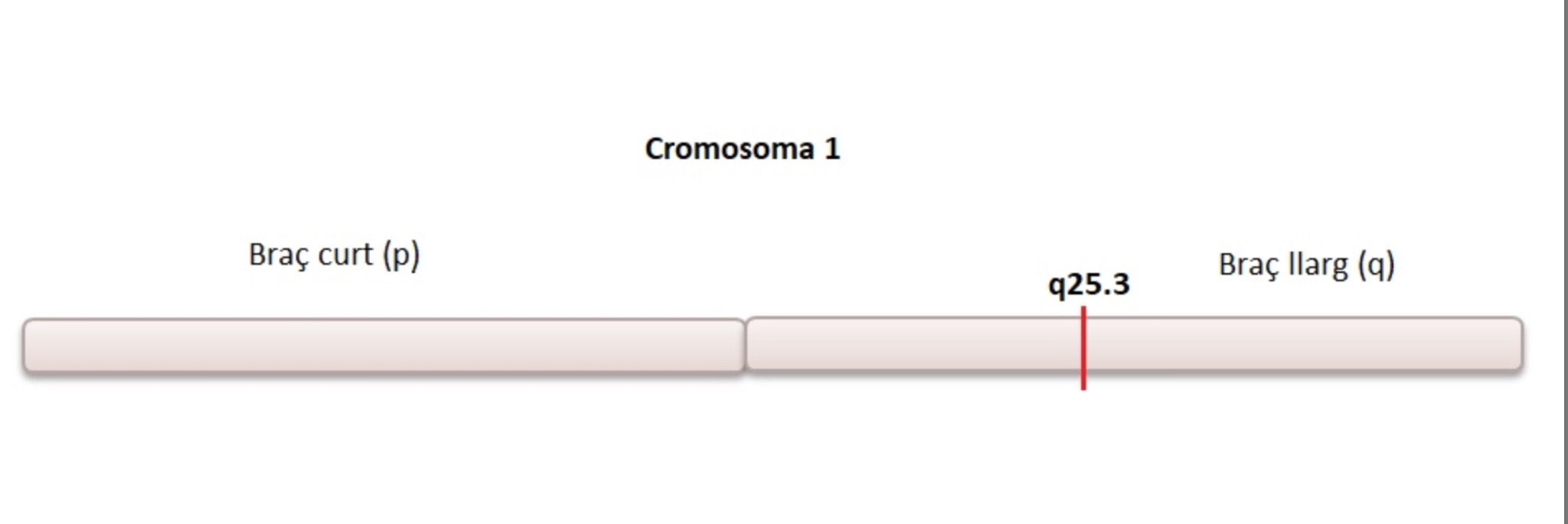
Localització del gen que codifica la proteïna sintaxina-6

## Localització
La sintaxina-6 té diferents funcions en diferents tipus de cèl·lules. La seva funció en cada tipus de cèl·lules determinarà la seva localització. En moltes cèl·lules, la sintaxina-6 es troba majoritàriament al TGN (70%) i als endosomes primerencs.
El motiu SNARE del N-terminal les condueix a la seva localització en el TGN, i són retingundes mitjançant interaccions amb proteïnes residents al TGN.
La Sintaxina-6 també té un motiu tirosina (YGRL a la posició 140-143 entre el N-terminal i el domini SNARE), que regula el transport retrògrad de la sintaxina-6 des de la membrana plasmàtica fins al TGN.
En macròfags i neutròfils, la sintaxina-6 també es troba en vesícules secretades, així com a la mateixa membrana plasmàtica. Es pot trobar també en cèl·lules canceroses en les quals incrementa la seva capacitat de migració, de difusió i d'adhesió.
El MTC intervé en l'acoblament d'aquest complex, el qual regula la fusió de les vesícules d'alguns derivats de l'endosoma amb la membrana del TGN. El COG, un complex proteic de membrana de l'aparell de Golgi, també ajuda en aquest transport.
La sintaxina-6 es localitza en el TGN, però s'ha dut a terme un experiment en el qual s'observa que aquelles cèl·lules amb una reducció del COG6 (una subunitat d'un complex proteic de membrana de l'aparell de Golgi), la sintaxina-6 es troba en estructures citosòliques i de manera borrosa, la qual cosa indica que l'extracció d'aquesta subunitat, que interacciona amb la sintaxina-6, afecta a la reutilització d'aquesta en el TGN.
D'altra banda, l'extracció del COG6 no afecta a les altres proteïnes que formen part del mateix complex SNARE. Tot i això, l'afecta indirectament, ja que impedeix l'acoblament d'un dels seus components. Per tant, la presència del COG6 és essencial tant per l'estabilitat d'aquesta proteïna com per la seva localització en el TGN.
El COG6 interacciona amb la sintaxina-6 per la part N-terminal d'un domini on l'hèlix està super enrotllada, aquest tipus d'estructura s'anomena coiled-coil.
Com que no es podia acoblar el complexa t-SNARE, el procés invers de transport de vesícules, és a dir, aquell que va des de l'endosoma al TGN.
També s'ha vist que els components d'aquest complex SNARE intervenen en diferents vies de transport i que poden formar part d'altres tipus de complexos SNARE. Per exemple, la Stx-6 té un paper important en diferents fusions de membrana. Per aquest motiu els diferents mecanismes se solapen entre si perquè es pugui garantir l'eficiència del reciclatge dels complexos SNARE, així com la correcte coordinació de les diferents funcions de fusió.
Mitjançant diversos estudis s'ha vist que la localització de sintaxina 6 ve determinada per la modulació dels nivells de colesterol a la interfície del TGN i del reticle endoplasmàtic. També s'ha demostrat que els nivells de colesterol de la interfície del TGN i del reticle endoplasmàtic regulen la capacitat de la sintaxina-6 per a interaccionar amb VAMP4 o VAMP3.

## Funcions

### Endocitosi
En fibroblasts humans, la sintaxina-6 regula el transport de les vesícules un cop surten de l'aparell de Golgi. És una proteïna implicada en fer arribar els components necessaris dels microdominis de membrana o basses lipídiques, com el GM1 ganglioside (glicoesfingolípid), la caveolina-1 i el colesterol a la membrana plasmática. La composició de colesterol, de proteïnes, de glicoesfingolípids i de caveolina-1 en aquests microdominis influeix en els processos d'endocitosi a través de les caveoles. Per tant, l'alteració de la composició de lípids i proteïnes, però sobretot de caveolina-1 i colesterol en aquests microdominis mitjançant la inhibició funcional de la sintaxina-6, provoca una disminució del nombre de caveoles i una disminució de la internalització de molècules a través d'aquestes, mentre que altres mecanismes d'endocitosi no es veuen afectats. A més, el retorn de les molècules associades als microdominis com poden ser alguns esfingolipids o les LDL derivades del colesterol, al TGN, també requereix l'acció de la sintaxina 6.

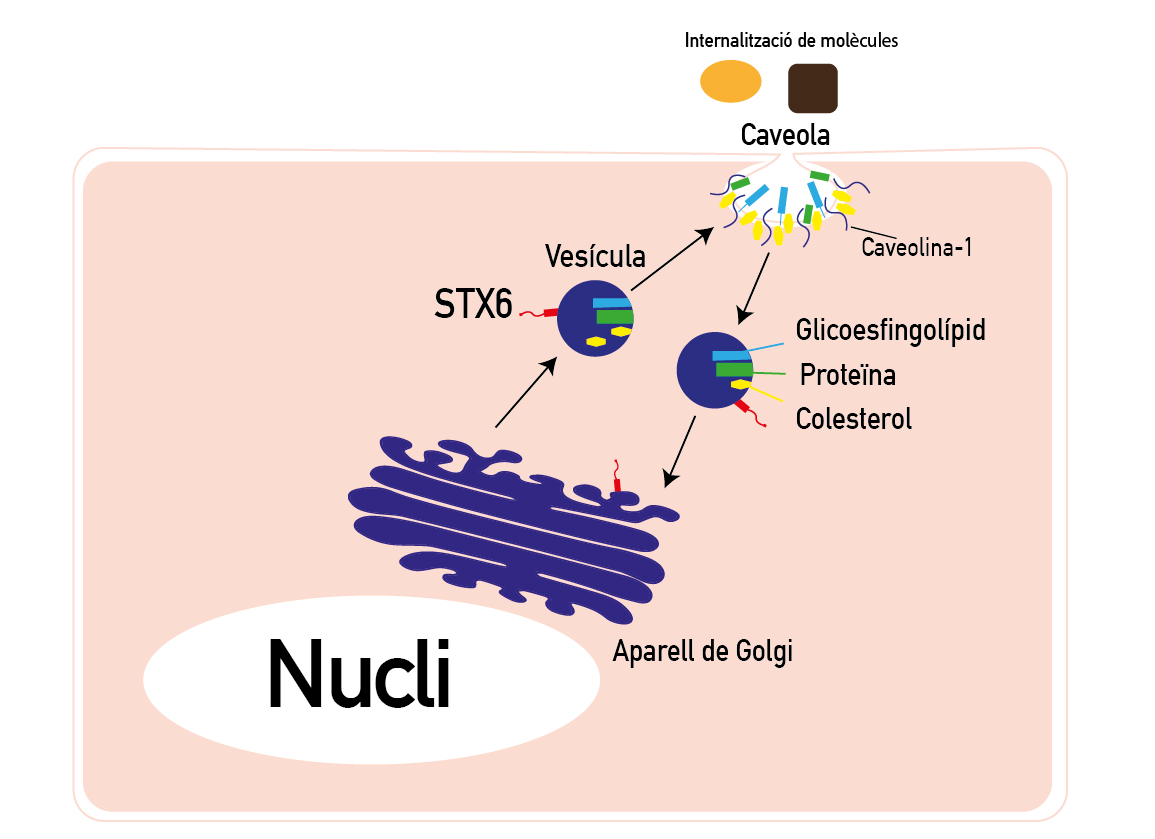
La sintaxina-6 participa en el transport dels components dels microdominis a la membrana plasmática o lipid rafts, necessaris per a la formació de caveoles i, per tant, pels procesos d'endocitosi.

### Exocitosi
La sintaxina-6, juntament amb la SNAP-23, intervé en l'exocitosi de neutròfils. L'exocitosi és un procés indispensable per a les cèl·lules del sistema immunitari per desfer-se del material no desitjat, però també per comunicar-se amb altres cèl·lules mitjançant mediadors químics (citocines), o per alliberar compostos com ara la histamina, imprescindible en els processos inflamatoris. En macròfags activats, una de les funcions més importants és la secreció de citocines com el factor de necrosi tumoral alfa (TNFα, de l'anglès tumour necrosis factor α). La sintaxina-6 augmenta per poder atendre la demanda de TNFα que ha de ser alliberada a l'exterior de la cèl·lula, per la qual cosa és probable que la sintaxina-6 intervingui en el transport i en la secreció de la TNFα.

### Transport intracel·lular
La sintaxina-6 també s'ha vist localitzada en EE juntament amb EEA1. Els EE es fusionen entre ells, o bé amb LE o lisosomes, per reciclar o degradar determinades molècules. La sintaxina-6, juntament amb d'altres SNARE endosomals, la sintaxina-13, la VtiA i VAMP4 promouen la fusió entre liposomes in vitro. Realitza la fusió homotípica (i també heterotípica) de grànuls secretors immadurs i endosomes primerencs. La sintaxina-6 interacciona directament amb el lloc d'unió del C-terminal d'EEA1, que se sobreposa amb el de Rab5, facilitant les fusions entre EE in vitro. Aquest estudi indica que les SNARE poden interaccionar directament amb efectors del Rab i participar en processos endocítics de la membrana. De fet, l'ausència o l'asgotament de la sintaxina-6 en cèlules endotelials té com a conseqüència la inhibició de la regulació dels processos endocítics de la integrina α5β1, per això es diu que participa en la taxa de trànsit d'integrina dins del TGN.
La sintaxina-6 intervé en el tràfic de vesícules entre el TGN i els endosomes. A les cèl·lules beta del pàncrees, la sintaxina-6 intervé en la regulació de la secreció durant la maduració dels grànuls. Es troba en altes concentracions a les cobertes de clatrina dels grànuls immadurs, juntament amb l'activador de la proteïna 1 (AP-1), i accelera el lliurament dels receptors manosa-6-fosafat (MPR) als endosomes durant la secreció de grànuls madurs. A l'interior dels endosomes, a causa d'una petita baixada del pH, es dona el desacoblament entre els MPR i els seus lligands. La sintaxina-6 també participa en el transport retrògrad vesicular dels MPR al TGN, perquè aquests puguin ser reutilitzats.
Als adipòcits, la sintaxina-6 participa en el tràfic de proteïnes que regulen l'entrada de glucosa a la cèl·lula. En aquests casos, es troba tant al TGN com a les vesícules encarregades de transportar el Glut 4 (proteïna de membrana transportadora de glucosa de tipus 4) que s'activa per una cascada senyalitzacions després d'un augment de glucosa en sang i de la presència d'insulina. La funció de la sintaxina-6 és facilitar el transport d'aquestes vesícules fins a la membrana plasmàtica, on el Glut4 permetrà l'entrada de la glucosa cap a l'interior de la cèl·lula.

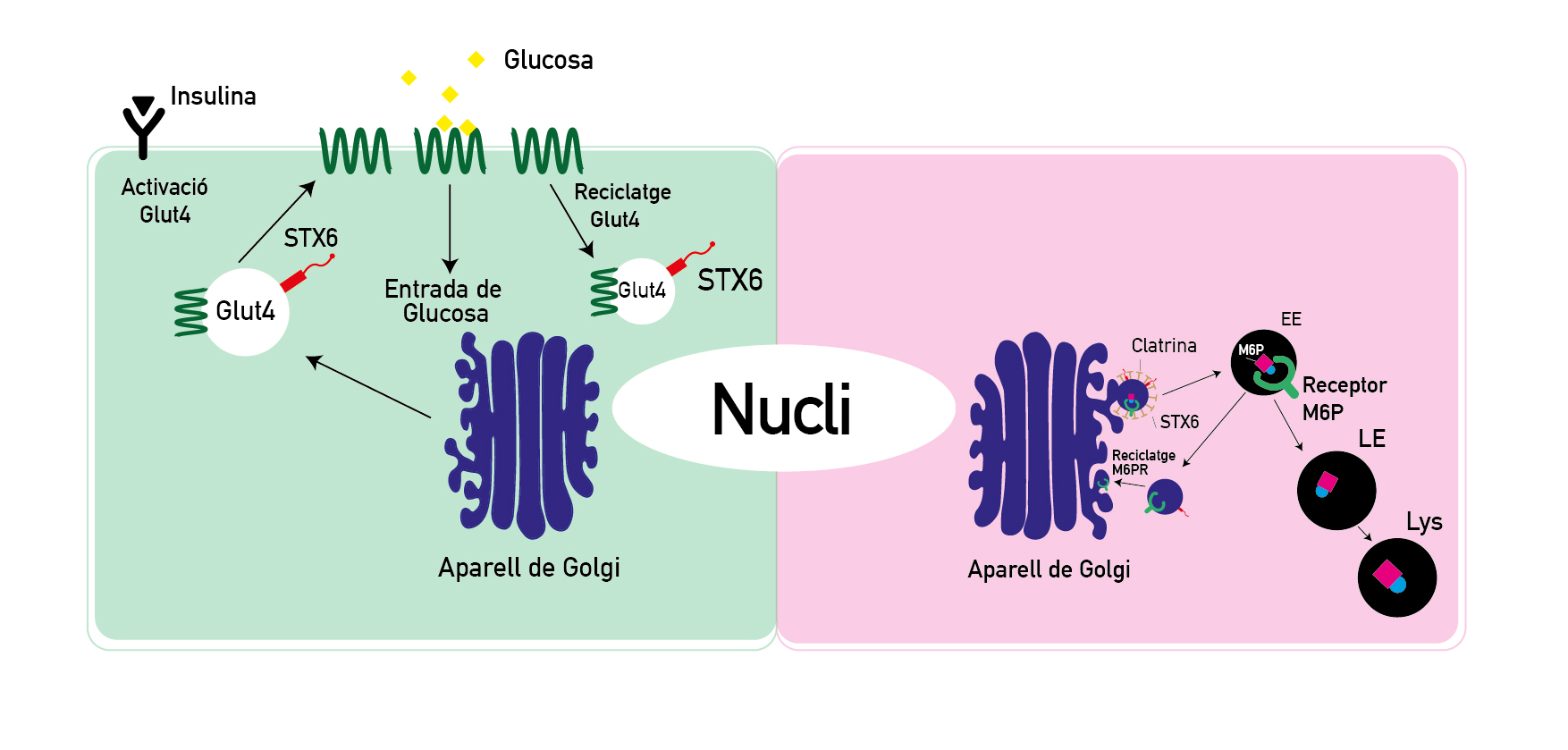
Transport vesicular regulat per la sintaxina-6.
1. La sintaxina-6 regula el transport de Glut4 a la membrana plasmàtica, permetent l'entrada de glucosa a la cèl·lula.
2. La sintaxina-6 regula la fusió entre vesícules que trasporten proteïnes marcades amb M6F, i EE, i participen en el transport retrògrad (retorn a les membranes del TGN) del MPR.

### Angiogènesi
En cèl·lules epitelials, la sintaxina-6 està vinculada a l'angiogènesi perquè regula el transport de VEGFR2 [(vascular endothelial growth factor VEGF) receptor 2] i de la integrina α5β1. En les cèl·lules epitelials, el VEGFR2 és un receptor clau de tirosina-cinasa que es troba tant a la membrana plasmàtica com a les membranes de l'aparell de Golgi. Els estudis Manicka et al. indiquen que la inhibició de syntaxin-6 en cèl·lules epitelials humanes altera el transport del VEGFR2 del TGN i els condueix erròniament cap als lisosomes per a la seva degradació. Aquest estudi demostra que la inhibició funcional de la syntaxin-6 redueix la proliferació, la migració i la vascularització de les cèl·lules epitelials que depenen del VEGF. A més de la seva implicació en el transport del VEGFR2, la sintaxina-6 també regula el reciclatge endocític de la integrina α5β1. Aquesta integrina és una de les que donen major adhesió a les cèl·lules epitelials i té un paper important en l'adhesió i la migració a la membrana extracel·lular durant l'angiogènesi. Tiwari et al. demostraren que la integrina α5β1 es troba juntament amb la sintaxina-6 en endosomes primerencs que contenen endosomes primerencs A1 i que la inhibició funcional de la sintaxina-6 causa un desviament del transport de la integrina α5β1 cap a la via de degradació (endosomes primerencs i lisosomes) en comptes de cap a la via de reciclatge. A més, la inhibició de la sintaxina-6 porta a la reducció de l'extensió de la fibronectina dependent de la integrina α5β1 i redueix l'activació de la proteïna Rac1 i altera la seva localització.
Altres funcions
- Permet que hi hagi un adequat funcionament del subconjunt de proteïnes SNARE en el marc del tràfic de membranes, ja que proporciona la quantitat de colesterol que és necessària perquè aquest procés es dugui a terme correctament.[cal citació]
- La sintaxina-6 és una proteïna d'unió al colesterol i regula el seu transport.[cal citació]
- La col·locació del colesterol a la interfície del TGN-RE determina el la formació del complex de la sintaxina-6 amb el VAMP4 i amb el VAMP3.
- S'encarrega de la migració de cèl·lules quimiotàctiques.[cal citació]
- Afavoreix la capacitat de moviment de les cèl·lules que produeixen càncer.[cal citació]
- És capaç d'activar l'adhesió focal quinasa.[cal citació]
- Facilita que es dipositi integrina a la superfície de la cèl·lula.[cal citació]
- L'acumulació de sintaxina-6 al retícle endoplasmàtic produeix una inhibició del reciclatge intern d'integrina.[18]
- Contribueix al lliurament de lípids i proteïnes necessàries per a l'endocitosis caveolar.[cal citació]
- És capaç de regular els dominis encarregats de l'adhesió focal.[cal citació]
- Regula la migració cap a la fibronectina.[cal citació]

## Patologies relacionades amb la sintaxina-6

### Relació amb el càncer
Es pot donar que hi hagi una sobreexpressió de la proteïna (STX-6), o bé un silenciament o inhibició funcional d'aquesta.
- La sobreexpressió de sintaxina-6 provoca un increment en la capacitat de les cèl·lules per a la migració, la difusió i l'adhesió. Concretament, en un experiment[9] es va demostrar que la sobreexpressió de la sintaxina-6 suposa un increment de 4.8 vegades en la migració de cèl·lules quimiotàctiques. De fet, en comparació amb els teixits normals, s'ha trobat una sobreexpressió de la STX-6 en diferents tipus de càncer, com són el càncer de còlon, de fetge, de mama, de pell, de pròstata, de pàncrees o de pulmó, entre d'altres. Aquest és un indici de que hi ha una relació força estreta entre el càncer i la sobreexpressió de la sintaxina-6.[cal citació]
- En contraposició al punt anterior, si es realitza un silenciament de la sintaxina-6 s'inhibeix la migració de cèl·lules quimiotàctiques, el tràfic d'integrines i també es dona una certa reducció de la caveolina-1 a la superfície de la cèl·lula.[cal citació]

### Inclusió de patògens
Chlamydia trachomatis es un patogen intracel·lular obligat, per la qual cosa, ha de donar-se el procés d'inclusió a la cèl·lula perquè aquest pugui créixer, desenvolupar-se i reproduir-se. Es crea un vacúol parasitòfor que permet el desenvolupament del patogen, tot protegint-lo dels mecanismes de defensa de la cèl·lula com els fagolisosomes. La sintaxina-6 de la cèl·lula hoste està involucrada en la formació d'aquests vacúols. La proteïna és reclutada per la membrana involucrada en la inclusió del patogen. Tot i que la funció exacta de la sitaxina-6 en aquest procés és encara incerta, es creu fortament que fa de mediadora durant la fusió de vesícules específiques, necessàries pel procés d'inclusió de la Chlamydia trachomatis.

### Relació amb altres patologies
Una mala regulació del transport del colesterol per part de la sintaxina-6 pot derivar en trastorns neurològics, problemes cardiovasculars i també en malalties causades per problemes en l'emmagatzematge lisosomal.

### Migració cel·lular
Està demostrat que la STX6 és una molécula d'unió al colesterol. S'ha vist que si el colesterol s'acumula en els endosomes de reciclatge, la sintaxina-6 també ho fa. En aquests casos, la sintaxina-6 reacciona amb VAMP-3, present en els endosomes de reciclatge, provocant una alteració en la reutilització de diferents proteïnes com les integrines αVβ3 i α5β1. Això es tradueix en una estimulació de la mobilitat cel·lular.